# Pegboard Nerds
Pegboard Nerds is een Deens-Noorse band bestaande uit Alexander Odden en Michael Parsberg. Ze produceren voornamelijk muziek op het gebied van dubstep, electro, drumstep en glitch hop. De naam Pegboard Nerds is een anagram van de namen van de artiesten.
Odden en Parsberg ontmoetten elkaar voor het eerst in 2005, nadat ze in de jaren daarvoor al remixes en tracks met andere artiesten maakten. Ze hadden het meeste succes met hun singles Ingen andes Drøm (Pegboard Nerds vs Morten Breum), waarmee ze de nummer 26 van de Deense charts bereikt hadden, en Self Destruct, die voor een aantal weken op nummer een op de Beatport Dubstep Chart bleef.
De Pegboard Nerds zijn momenteel onder contract bij Monstercat Media.

## Ep's
- The Lost Tracks
- We Are One (met Splitbreed)
- Guilty Pleasures
- Pink Cloud
- Nerds by Nature

## Singles
- Ingen anden drøm (Pegboard Nerds vs. Morten Breum)
- High Roller
- Gunpoint
- So What
- Revenge of the Nerds (Free track)
- Disconnected
- Lawless (Free track)
- Pressure Cooker
- Rocktronik (Free track)
- Fire in the Hole
- Self Destruct
- Razor Sharp (with Tristam)
- Frainbreeze (Free track)
- Coffins (Pegboard Nerds x Misterwives) (Free track)
- Bassline Kickin
- Hero (with Elizaveta)
- Here It Comes
- New Style
- BADBOI
- Emergency
- Bring the Madness (Feat. Mayor Apeshit)
- Try This
- We Are One (met Splitbreed)
- Swamp Thing
- Get on up (met Jauz)
- Just Like That (met Johnny Graves)
- Emoji
- Pink Cloud (met Max Collins)
- Downhearted (Feat. Jonny Rose)
- End Is Near
- Emoji VIP remix
- Heartbit (Feat. Tia)
- Bass Charmer (feat. JFMEE)
- All Alone (met Grabbitz)
- Superstart (Feat. Krewella)
- Weaponize (met Miu)
- Blackout
- Deep in the Night (met Snails)
- BAMF
- Melodymania
- Speed of Light
- Talk About It (Feat. Diseree Dawson)
- Go Berzerk (met Quiet Disorder)
- Voodoo (met Tony Junior)
- Harpoon (met Knife Party)